# Ambulyx ochracea
Ambulyx ochracea là một loài bướm đêm thuộc họ Sphingidae. Nó được tìm thấy ở Nepal và Sikkim, Ấn Độ, across central và miền nam Trung Quốc to Hàn Quốc và Nhật Bản, và phía nam đến Thái Lan, miền bắc Việt Nam và Đài Loan.
Sải cánh dài 85–114 mm. Con trưởng thành bay từ cuối tháng 4 đến giữa tháng 8 in Korea. Có hai lứa trưởng thành một năm.
Ấu trùng ăn Juglans regia in China và on Choerospondias fordii in Ấn Độ.

## Hình ảnh

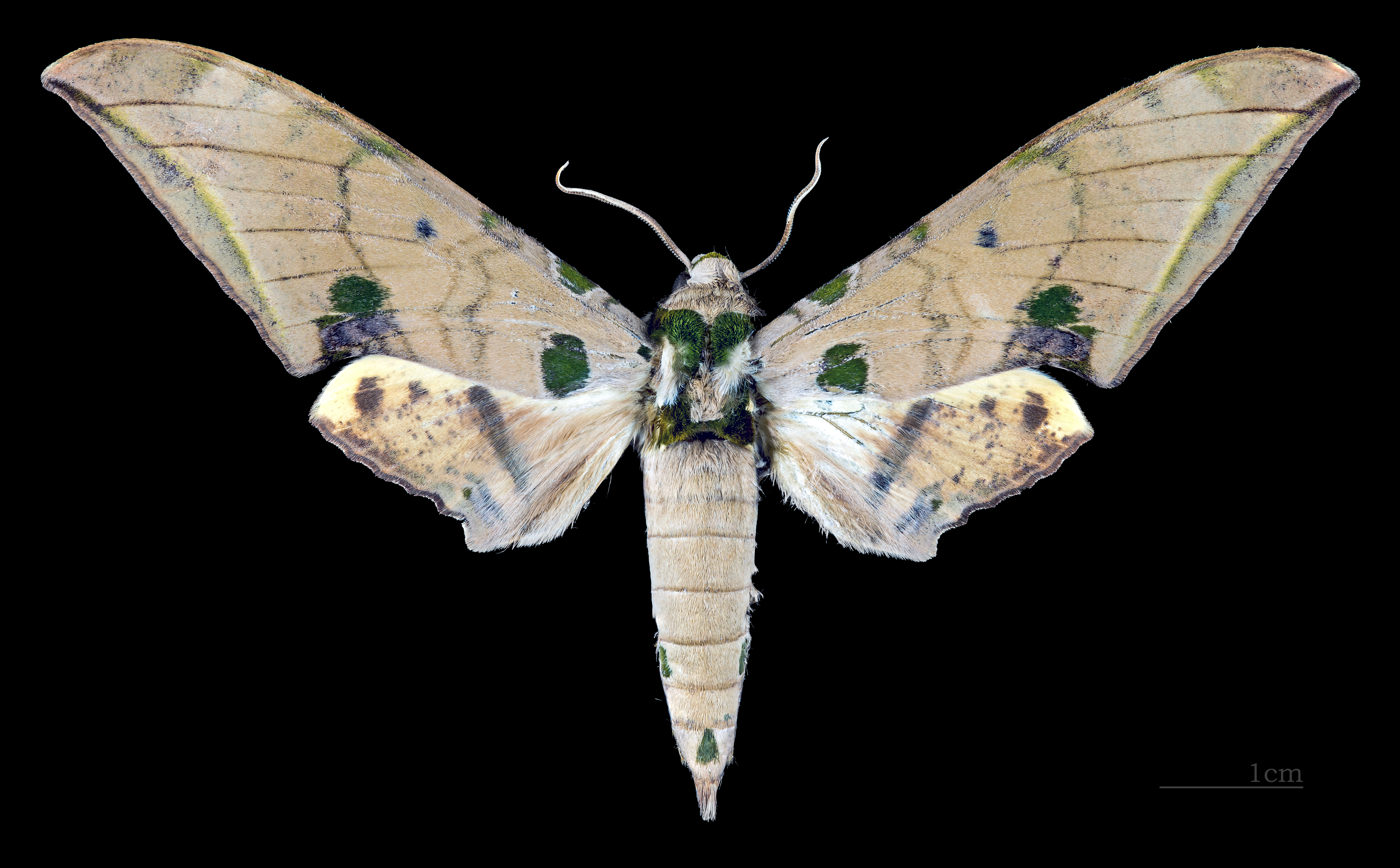
Ambulyx ochracea ♂
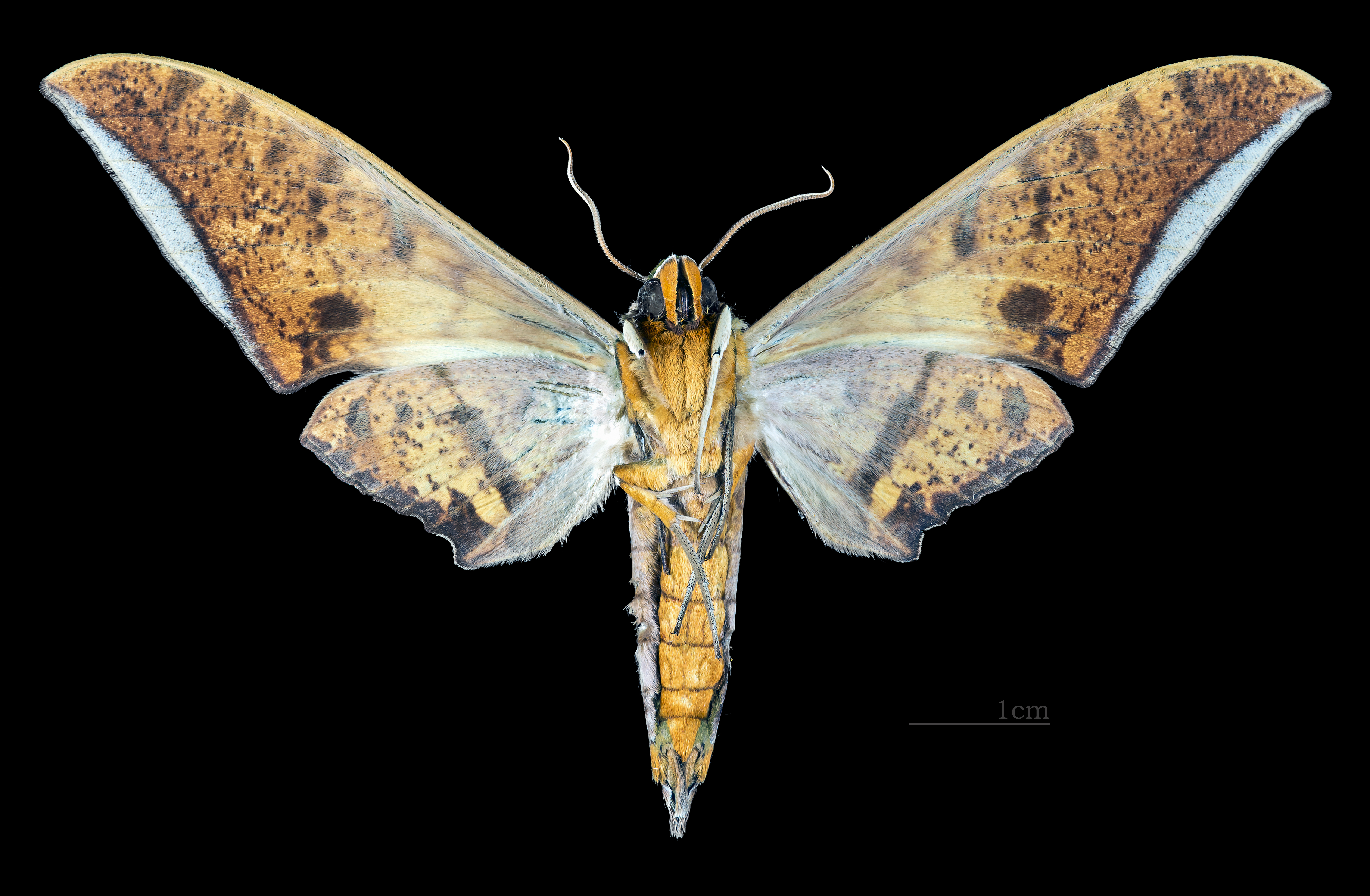
Ambulyx ochracea ♂ △